# Tylomys bullaris
Tylomys bullaris és una espècie de mamífer rosegador de la família dels cricètids. És endèmic de Chiapas (Mèxic). El seu hàbitat natural són els boscos caducifolis tropicals. Està amenaçat per l'expansió urbana i la transformació del seu medi per a usos agrícoles. De fet, només se n'han trobat deu exemplars, l'últim dels quals fou descobert fa diverses dècades. El seu nom específic, bullaris, significa ‘semblant a una bombolla’ en llatí.